# رفع تكتوني

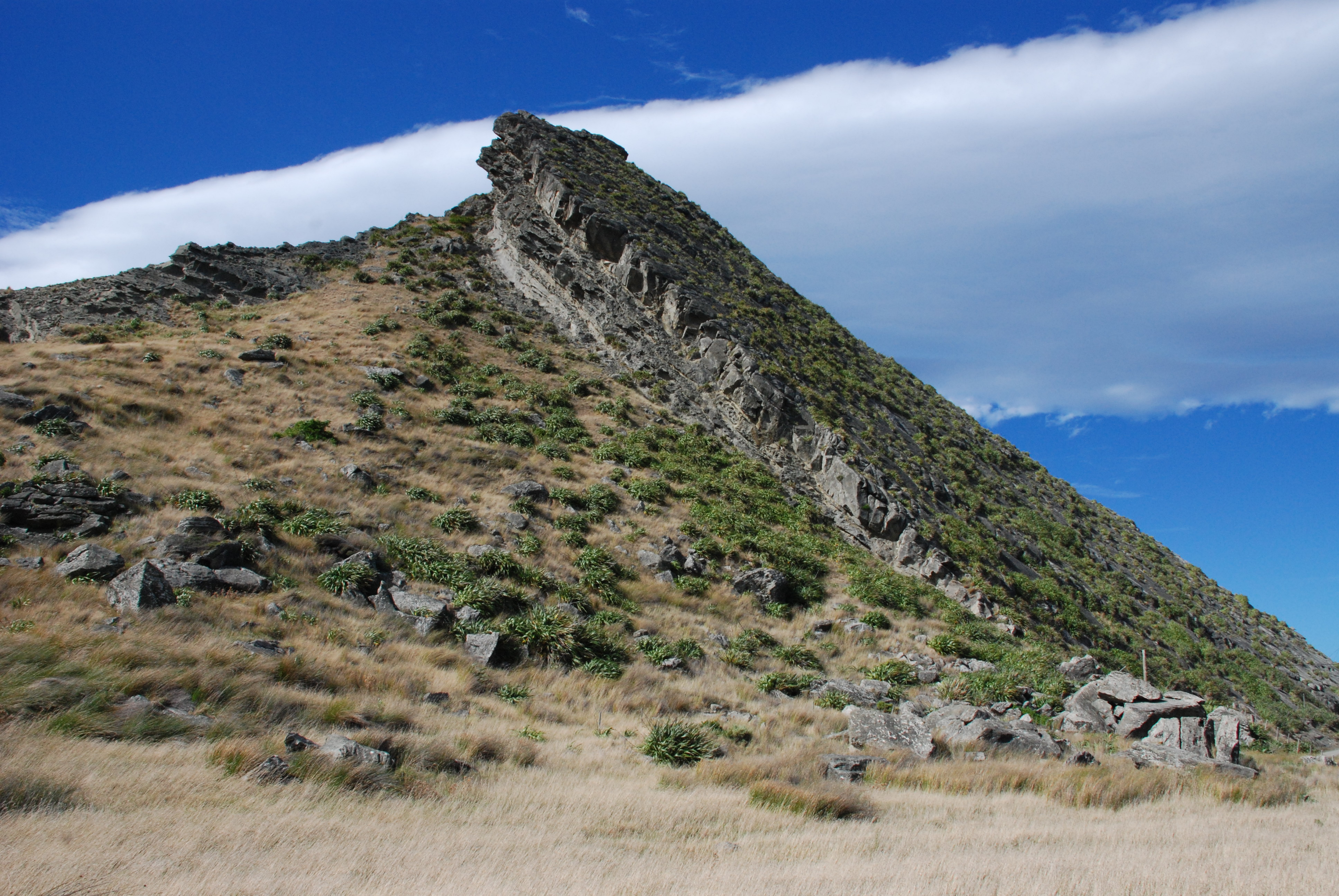
تل كيوب الشراعي في نيوزيلندا

الرفع التكتوني أو التقبب التكتوني هو جزء من التقبب أو الارتفاع الجيولوجي لسطح الأرض والذي لم يحدث نتيجة استجابة توازنية لحالة التفريغ في حين أن الاستجابة المتوازنة مهمة، فإن الزيادة في متوسط الارتفاع لمنطقة ما يمكن أن تحدث فقط إستجابةً للعمليات التكتونية لتكاثف القشرة [الإنجليزية]، والتغيرات في توزيع كثافة القشرة والوشاح الكامنة، ودعم الانحناء بسبب طي الغلاف الصخري الصلب.
يؤدي الارتفاع التكتوني إلى التعرية [الإنجليزية] عن طريق رفع الصخور المدفونة بالقرب من السطح. يمكن لهذه العملية إعادة توزيع الأحمال الكبيرة من منطقة مرتفعة إلى منطقة منخفضة طبوغرافيًا أيضًا - وبالتالي تعزيز استجابة متوازنة في منطقة التعرية. يمكن تقدير توقيت وحجم ومعدل التعرية بواسطة الجيولوجيين باستخدام دراسات الضغط ودرجة الحرارة.

## التسمك القشري
يتميز التسمك القشري بحركة علوية ويحدث غالبًا عندما تندفع القشرة القارية فوق القشرة القارية. وتتصادم الصخور المغتربة من كل طبقة وتبدأ في التكدس على بعضها البعض؛ ويمكن مشاهدة دليل على تلك العملية في الصخور المغتربة الأوفيوليتية المحفوظة في الهيمالايا وفي الصخور ذات التحول التدريجي العكسي. ويشير التحول التدريجي العكسي المحفوظ إلى أن الصخور المغتربة قد تكدست فعلاً فوق بعضها البعض سريعًا، ولم تجد الصخور الساخنة الوقت للتوازن قبل الإندفاع فوق الصخور الباردة. وقد تستمر عمليات تراكم الصخور المغتربة لفترة طويلة جدًا، حيث قد تعيق الجاذبية في النهاية المزيد من عمليات النمو العمودي.

## توزيع كثافة القشرة الأرضية والوشاح السفلي
رغم أن السطوح المرتفعة لسلاسل الجبال تنتج أساسًا من تسمك القشرة الأرضية، فإن هناك قوى أخرى مسئولة عن النشاط التكتوني. ورغم أن العمليات التكتونية تكون قائمة على قوى الجاذبية عند وجود اختلافات في الكثافة. ومن الأمثلة الجيدة على ذلك الدائرة واسعة النطاق للوشاح. تؤدي أيضًا اختلافات الكثافة الجانبية بالقرب من سطح الأرض إلى حركة الصفائح التكتونية.
وتكون ديناميكيات السلاسل الجبلية محكومة بالفوارق في طاقة الجاذبية الكامنة لأعمدة اليابسة بالكامل. وإذا كان التغير في ارتفاع السطح يمثل تغيرًا معادلاً في التوازن في سمك القشرة الأرضية، فإن معدل اختلاف الطاقة الكامنة لكل وحدة مساحة من القشرة الأرضية يتناسب مع معدل زيادة متوسط ارتفاع سطح الأرض. وتكون أعلى معدلات العمل ضد الجاذبية مطلوبة عندما يتغير سمك القشرة الأرضية.

## الزيادة جبلية المنشأ
تنتج الزيادة جبلية المنشأ عن تصادمات في الطبقات التكتونية وتؤدي إلى تكوين سلاسل جبلية أو زيادات أكثر تواضعًا عبر مساحة شاسعة. وقد يكون أقصى أشكال الزيادة جبلية المنشأ هو تصادم قشرة الأرض القارية، وتتلاحم في هذه العملية قارتان معًا وتَنْتُج سلاسل جبلية هائلة. يُعد تصادم الصفائح الهندية والأوراسية مثالًا جيدًا على المدى الذي يمكن أن يصل إليه التقبب من التجبل. وتكون التصدعات الناتجة عن التدافع الضخم وعملية التداخل مسئولة عن تلاحم الطبقتين معًا. ولم يؤدِ تصادم الصفائح الهندية والأوراسية فقط إلى تكون جبال الهيمالايا، ولكن هذا التصادم هو الذي أدى إلى سماكة القشرة الأرضية في سيبريا. فجبال بامير وتيان شان وألتاي وهندو كوش وغيرها من الأحزمة الجبلية جميعها أمثلة على السلاسل الجبلية التي تكونت نتيجة تصادم الصفائح الهندية والأوراسية. ويمكن أن يحدث تشوه طبقة الغلاف الصخري القاري في عدة أشكال محتملة، وهناك عدد قليل من النظريات تتناول هذه المسألة.

## هوامش
1. ↑  مثل أحداث تكوين الجبال
2. ↑  عمليات تآكل سطح الأرض
3. ↑  والتي يمكن أن تسبب رفع الصخور المحلية
4. ↑  الصفحات المندفعة
5. ↑  هناك حد أعلى لنمو الجبل العمودي.
6. ↑  التي تكون التكتونيات الطبقية جزءًا منها
7. ↑  مثل تكوين الصفائح المحيطية وتبريدها واندساسها
8. ↑  انظر التوازن
9. ↑  .ليس الغلاف الصخري.
10. ↑  .للصفيحة الهندية أسفل الصفيحة الأوراسية.

## وصلات خارجية
- An explanation of tectonic forces